# 赵州 (云南)
赵州，元朝时设置的州，属大理路。今为大理市凤仪镇。
昔为罗落蛮所居地。南诏蒙氏立国，有十睑，赵川睑是其中之一。夷语中，睑若州。皮罗阁置赵郡，阁罗凤改为赵州，段氏大理国改天水郡。元宪宗七年立赵睑千户，隶大理下万户。至元十一年（1274年）改为赵州，又于白崖睑立建宁县，隶本州，即古勃弄地。二十五年（1288年），革除建宁县入赵州，隶大理路。
明朝洪武十五年（1382年）三月，大理路改为大理府，赵州改赵喜州，不久复赵州。领一县：云南县。
民国二年（1913年）4月改为赵县，隶属滇西道，次年1月因重名改为凤仪县，1958年并入大理市。